# Sœurs de Saint Louis
Ne doit pas être confondu avec Sœurs de la charité de Saint-Louis.
Les sœurs de Saint Louis sont une congrégation religieuse féminine enseignante et socio-médical de droit pontifical.

## Histoire
La congrégation est fondée en 1842 à Juilly par Louis Eugène Marie Bautain (1796-1867) pour l'éducation des jeunes filles. Il nomme la baronne de Vaux comme supérieure. Un décret du 25 mai 1859 autorise la communauté comme congrégation à supérieure générale et ses constitutions sont approuvées le 12 novembre 1869 par l'évêque de Meaux.
En 1847, Geneviève Beale, une ancienne quaker convertie au catholicisme, rejoint les sœurs. Elle fonde en 1859 une communauté à Monaghan. La congrégation se propage ensuite à travers l'Irlande et l'Angleterre.
L'institut irlandais des Dames de Saint-Louis est reconnu en 1921 par le Saint-Siège comme autonome par rapport à Juilly, il reçoit le décret de louange le 7 juillet 1926 et ses constitutions sont définitivement approuvées le 3 juillet 1938. Les Dames de Saint Louis de Juilly s'unissent avec les Sœurs de Saint-Louis de Monaghan en 1952.

## Activités et diffusion
Les sœurs de Saint-Louis se consacrent à l'enseignement, dans les pays africains elles sont également responsables des activités médico-sociales dans les dispensaires.
Elles sont présentes en:
- Europe : France, Irlande.
- Amérique : Brésil, États-Unis.
- Afrique : Bénin, Éthiopie, Ghana, Nigeria.

La maison généralice est à Killiney près de Dublin.
En 2017, la congrégation comptait 407 sœurs dans 81 maisons.